# ألفريدو راميريز
ألفريدو راميريز (بالإسبانية: Alfredo Ramírez)‏ (19 فبراير 1987 في الأرجنتين - ) هو لاعب كرة قدم أرجنتيني في مركز الوسط. لعب مع نادي أتليتيكو كولون وBoca Unidos ‏.

## وصلات خارجية
- ألفريدو راميريز على موقع قاعدة بيانات كرة القدم.إي يو (الإنجليزية)
- ألفريدو راميريز على موقع Soccerway.com (الإنجليزية)